# Miss Mato Grosso 2018
O Miss Mato Grosso 2018 foi a 59.ª edição do tradicional concurso de beleza feminina de Miss Mato Grosso, válido para o certame nacional de Miss Brasil 2018, único caminho para o Miss Universo.

## O evento
O evento foi realizado no município de Sinop, no Centro de eventos Dante De Oliveira, Residencial Cidade Jardim. Sendo que a entrada foi de dois quilos de alimentos não perecíveis, que foram destinados a entidades filantrópicas do município.
A cerimônia foi apresentada pela Miss Mato Grosso 2015, Camilla Della Valle, junto ao jornalista Alessandro Gomes. Estiveram presentes no evento a Miss Mato Grosso do Sul 2018, Giovanna Grigoli, Miss Brasil 2017, Monalysa Alcântara, e a Miss Brasil 2013, Jakelyne Oliveira, que é de Rondonópolis.
O Top 5 de finalistas foi formado pelas Misses Sorriso, Caroline Aragão; Santa Carmem, Rayra Reis; Alta Floresta, Caroline Back; Rondonópolis, Thalya Cruvinel e Sinop, Hemanuelly Gaiovski. A vencedora foi altaflorestense Caroline Back Machado.

## Candidatas
- Alta Floresta – Caroline Back (vencedora)[3]
- Cáceres – Lorrayne de Oliveira[4]
- Campo Novo do Parecis – Luana Perini[4]
- Cuiabá – Hamanda Campos[5]
- Nova Xavantina – Ana Maria Spohr[4]
- Paranaíta – Thiffani Gracino[4]
- Pedra Preta – Gabriely Schumann[4]
- Poxoréu – Francielle Souza[6]
- Primavera do Leste – Talita Valeriano[7]
- Santa Carmem – Rayra Reis[8]
- São Pedro da Cipa – Sheila Cristina[4]
- Sinop – Hemanuelly Gaiovski[9]
- Sorriso – Ana Caroline Remor Aragão Moura[10]
- Rondonópolis – Thalya Cruvinel[11]
- Várzea Grande – Camila Chiuli[4]